# Прокопенко Владислав В'ячеславович
Владислав Прокопенко (рос. Владислав Прокопенко; нар. 1 липня 2000, Астана, Казахстан) — казахський футболіст, нападник клубу «Астана».

## Життєпис
Вихованець столичної «Астани». Вперше до заявки першої команди потрапив 29 жовтня 2016 року на нічийний (0:0) матч 10-о туру Прем'єр-ліги проти павлодарського «Іртиша». Владислав на поле в тому матчі так і не вийшов. Натомість дебютував у футболці «Астани» 25 червня 2017 року в переможному (3:0) домашньому поєдинку 17-о туру Прем'єр-ліги проти «Окжетепеса». Прокопенко вийшов на поле на 83-й хвилині, замінивши Серікжана Мужикова.

## Титули і досягнення
- Чемпіон Казахстану (4):

«Астана»: 2017, 2018, 2019, 2022
- Володар Суперкубка Казахстану (3):

«Астана»: 2018, 2019, 2023